# واهرام خورخورونی
واهرام واهرسی خورخورونی (ارمنی: Վահրամ Վահրեսի Խորխոռունի زاده ۲ سپتامبر ۱۹۵۱ - درگذشته ۱۰ دسامبر ۱۹۹۸) فرد نظامی اهل ارمنستان بود.

## زندگی‌نامه
وی در ۲ سپتامبر ۱۹۵۱ در ایروان به دنیا آمد . وی در ۱۰ دسامبر ۱۹۹۸ در ایروان کشته شد و در یرابلور به خاک سپرده شد.